# Caséine-kinase 1 alpha
An Error has occurred retrieving Wikidata item for infobox
La caséine-kinase 1 alpha est l'une des isoformes de caséine-kinase 1. Son gène, CSNK1A1, est situé sur le chromosome 5 humain.

## Rôle
Il a une action inhibitrice sur la voie du TP53. Il joue un rôle de gène suppresseur de tumeurs.

## Cible thérapeutique
Un inhibiteur de la protéine est en cours de développement qui a une action sur un modèle animal de Leucémie aigüe myéloïde. Le lénalidomide, un médicament utilisé dans le traitement du myélome multiple, augmente sa dégradation par ubiquitination.